# Juan Soler
Juan Soler, nato Juan Soler Valls Quiroga (San Miguel de Tucumán, 19 gennaio 1966), è un attore argentino naturalizzato messicano, noto soprattutto come interprete di telenovelas.

## Telenovelas
- Bajo un mismo rostro (1995)
- Amanti (Cañaveral de pasiones) (1996)
- Pueblo chico, infierno grande (1997)
- Ángela (1998)
- Locura de amor (2000)
- Sin pecado concebido (2001)
- La otra (2002)
- Bajo la misma piel (2003)
- Apuesta por un amor (2005)
- Palabra de mujer (2007-2008)
- Mujeres asesinas (2008)
- Cuando me enamoro (2010-2011)
- Marido en alquiler (2013)
- Reina de corazones (2014)